# Finché c'è guerra c'è speranza
Finché c'è guerra c'è speranza è un film del 1974 diretto e interpretato da Alberto Sordi.

## Trama
Pietro Chiocca, romano trapiantato a Milano, è un uomo di cinquantatré anni, ex commesso viaggiatore nel campo delle pompe idrauliche, che da quindici anni si è riconvertito a un più lucroso commercio internazionale di armi, idea venutagli dopo che dei clienti mediorientali dell'azienda per la quale lavorava, a seguito dello scoppio di una guerra interna, avevano sospeso gli ordini per i suoi articoli, mentre erano aumentati considerevolmente gli ordini per le armi.
Pietro gira continuamente per i Paesi del terzo mondo, dilaniati dalle guerre civili, per vendere armi di vario tipo, e sembra non curarsi particolarmente delle conseguenze delle sue azioni, interessato solo al grande profitto che ne deriva, con il quale può garantire alla sua famiglia, composta dalla moglie Silvia, dai tre figli Ricky, Giada e Giovannone, dalla suocera e dallo zio, un alto tenore di vita. 
Durante un viaggio in uno stato africano, Pietro riesce a convincere alcuni senatori a votare per investire nelle armi, invece che nell'agricoltura e, tramite corruzione di un paio di mercenari assunti per testare le armi, ruba la commessa al suo rivale spagnolo Balcazar. Tuttavia, durante una sfilata, le armi si rivelano difettose, causando a Pietro una grande umiliazione davanti al presidente.
Per rifarsi, la PanaExport, l'azienda per la quale lavora, lo manda a un'asta in Francia, con la richiesta di ottenere solo le armi leggere. Pietro, tuttavia, notando che all'asta è presente Jepson, un rappresentante della Interarms, l'azienda più ricca e influente nel campo, inventa uno stratagemma: facendosi passare per un membro dell'Organizzazione mondiale della sanità, riesce a far trattenere Jepson ai controlli, facendolo sospettare di essere malato di colera. A quel punto, all'asta, riesce a ottenere tutte le armi a nome della Interarms, usando l'assegno datogli dalla PanaExport come anticipo. Poco dopo viene contattato da Samuel Cummings, proprietario della Interarms, che ammirando il gesto, l'astuzia e le capacità di Pietro, lo assume nella sua azienda. Le entrate assai maggiori garantitegli dal nuovo impiego, permettono alla famiglia di Pietro, già residente nel centro di Milano, di trasferirsi in una lussuosa villa nel verde.
Tutto sembra così andare a gonfie vele, finché un giorno, Pietro viene mandato in uno stato africano in fase di colonizzazione dai portoghesi. Proprio mentre sta per chiudere il contratto con il governo, incontra un giornalista del Corriere della Sera, che gli procura il contatto per la vendita di armi al movimento di liberazione nazionale, promettendogli un maggiore guadagno. Tuttavia, il generale Gutierrez, avendo già dei sospetti, tramite una sua spia spacciatasi per prostituta, riesce a far nascondere un trasmettitore radio nella valigia di Pietro, scoprendo così la posizione del villaggio ribelle e facendolo bombardare. Pietro si salva per tempo, rimanendo però terribilmente scioccato dall'accaduto. 
Al ritorno a casa, la sua famiglia scopre la denuncia del giornalista sul Corriere dell'operato di Pietro, con un articolo dal titolo «Ho incontrato un mercante di morte». Davanti allo sdegno e al disprezzo dei propri familiari, oltre allo shock che l'ultima commessa gli ha portato, Pietro si offre di tornare al suo vecchio e onesto lavoro di venditore di pompe idrauliche, chiedendo alla sua famiglia di lasciarlo dormire fino al giorno dopo, o di svegliarlo un'ora dopo per prendere un nuovo volo, nel caso vogliano che continui a vendere armi. Posta di fronte all'alternativa di una rinuncia all'altissimo tenore di vita, la sua famiglia preferisce ignorare l'origine dei guadagni. Tre quarti d'ora dopo, anziché un’ora come da lui richiesto, la domestica come ordinatole dalla moglie sveglia Pietro, che si accorge di come tutto sia tornato all'apparente normalità, anche agli occhi dei conoscenti. Il film si conclude con Pietro che, con uno sguardo rassegnato, prende un nuovo volo, per piazzare una nuova vendita di armi.

## Personaggi
- Pietro Chiocca, il protagonista, apparentemente ingenuo ed esilarante, disposto a tutto pur di accontentare i capricci della sua volubile famiglia, è considerato dalla critica cinematografica l'incarnazione del qualunquismo[2].
- Silvia, la moglie del protagonista, conduce una vita vacua, inseguendo i capricci suoi e dei suoi viziatissimi figli; questo spingerà il marito ad assumere sul lavoro comportamenti sempre più spregiudicati pur di permettere ai suoi famigliari un tenore di vita sempre più alto.
- Balcazar, trafficante d'armi di Barcellona e sleale concorrente di Pietro.
- Rabal, pilota di jet della ex colonia portoghese. Nel volo di prova Pietro gli regala alcuni oggetti d'oro perché riferisca al generale Gutierrez che quello era un ottimo aereo.
- Sonzo, titolare della Panaexport, la prima ditta di armi per la quale lavora Pietro.

## Produzione

### Riprese
La vicenda è ambientata in due paesi africani, dapprima in una ex colonia francese e successivamente in una ex colonia portoghese teatro di una lunga guerriglia indipendentista, fino a pochi anni prima della rivoluzione in Portogallo.

Le riprese si tennero interamente nel francofono Senegal, il che è deducibile dalle insegne dell'elicottero e dal supporto dalla compagnia aerea Air Afrique, che all'epoca collegava tutte le ex colonie francesi del continente africano. Il personaggio del Ministro della Guerra dello stato africano, nel primo colloquio, si rivolge al protagonista in lingua bambara.
Le scene di guerriglia e dei bombardamenti aerei sono principalmente filmati di repertorio dell'impiego di napalm nella guerra in Vietnam.

### Cast
- Il ruolo della moglie di Chiocca fu inizialmente pensato per Monica Vitti, storica compagna artistica di Sordi; in seguito venne contattata anche Dori Ghezzi che però, a causa di un errore del suo agente, si presentò in ritardo al provino e perse la parte, affidata a Silvia Monti[3].
- Cameo dell'allora capofila mondiale del traffico d'armi leggere Samuel Cummings. Sordi lo contattò di persona per chiedergli l'autorizzazione ad usare il suo nome nella pellicola, con l'interpretazione di Orson Welles. Il controverso imprenditore chiese in contropartita, a fine di un ritorno di immagine, d'interpretarsi egli stesso[3][4].
- Nel film compare Marcello Di Folco, caratterista caro a Federico Fellini, prima di divenire Marcella Di Folco.

## Colonna sonora
Il tema principale O rugido do Leao di Piero Piccioni, fu in seguito il tema musicale della sigla del programma RAI 2 Storia di un italiano, narrazione della storia del Novecento italiano attraverso i film di Alberto Sordi.

## Distribuzione
Il film, che ottenne da parte dell'allora Ministero del Turismo e dello Spettacolo il nulla osta film alla proiezione n. 65721 del 14/12/1974, come previsto dalla legge n. 161 del 21 aprile 1962, venne distribuito nelle sale cinematografiche italiane a partire dal 20 dicembre 1974.

## Accoglienza

### Incassi
Al botteghino il film ha incassato 948.994.000 lire, classificandosi al 22º posto tra i film di maggior successo della stagione cinematografica italiana 1974-1975.